# Euryphantia
Euryphantia är ett släkte av insekter. Euryphantia ingår i familjen Flatidae.
Kladogram enligt Catalogue of Life:
| Euryphantia | \| \| Euryphantia cinerascens \| \| \| \| \| \| Euryphantia tristis \| \| \| \| |
|             | \| \| Euryphantia cinerascens \| \| \| \| \| \| Euryphantia tristis \| \| \| \| |
|             | Euryphantia cinerascens                                                         |
|             |                                                                                 |
|             | Euryphantia tristis                                                             |
|             |                                                                                 |